# Solanum donachui
Solanum donachui là loài thực vật có hoa trong họ Cà. Loài này được (Ochoa) Ochoa miêu tả khoa học đầu tiên năm 1986.